# Clic alvéolo-palatal
Les clics alvéolo-palataux, plus couramment appelés clics palataux sont une famille de consonnes à clic que l'on trouve uniquement en Afrique.
Le symbole dans l'alphabet phonétique international représentant l'articulation antérieure de ces sons est ǂ. Il doit être combiné à un second symbole représentant l'articulation postérieure pour figurer un son réel de la parole. Les clics alvéolo-palataux attestés comprennent :
- [k͡ǂ] ou [ǂ͡k] clic alvéolo-palatal vélaire sourd (peut aussi être aspiré, éjectif, affriqué, etc.)
- [g͡ǂ] ou [ǂ͡g] clic alvéolo-palatal vélaire voisé (peut aussi être soufflé, affriqué, etc.)
- [ŋ͡ǂ] ou [ǂ͡ŋ] clic alvéolo-palatal vélaire nasal (peut aussi être sourd, aspiré, etc.)
- [q͡ǂ] ou [ǂ͡q] clic alvéolo-palatal uvulaire sourd
- [ɢ͡ǂ] ou [ǂ͡ɢ] clic alvéolo-palatal uvulaire voisé (généralement prénasalisé)
- [ɴ͡ǂ] ou [ǂ͡ɴ] clic alvéolo-palatal uvulaire nasal

## Caractéristiques
Voici les caractéristiques d'une consonne à clic alvéolo-palatale :
- Son mode d'articulation est à clic, ce qui signifie qu'elle est produite grâce à l'air emprisonné entre deux points d'occlusion (antérieur et postérieur) de la cavité orale, mis en dépression par un mouvement rapide de la langue, puis libéré au point d'occlusion antérieur, donnant ainsi naissance à un phénomène d'implosion ressemblant à un claquement.
- Son point d'articulation est alvéolo-palatal, c'est-à-dire palatal, laminal et alvéolaire, ce qui signifie que la libération de l'air est effectuée par la lame de la langue derrière la crête alvéolaire, avec le corps de la langue levé sur le palais, donnant naissance à un son proche d'une occlusive.
- Son point d’articulation postérieur peut être soit vélaire (partie antérieure de la langue contre le palais mou) soit uvulaire (dos de la langue contre ou près de la luette).
- Elle peut être soit orale soit nasale, ce qui signifie que l'air peut s’échapper par la bouche ou par le nez.
- C'est une consonne centrale, ce qui signifie qu’elle est produite en laissant l'air passer au-dessus du milieu de la langue, plutôt que par les côtés.
- Son mécanisme de courant d'air est ingressif vélaire, ce qui signifie qu'elle est produite par un déplacement de l'air dans la bouche sous l'action de la langue, et non par un flux glottal ou pulmonaire.